# Scarcroft
Scarcroft – wieś w Anglii, w hrabstwie ceremonialnym West Yorkshire, w dystrykcie metropolitalnym Leeds. Leży 10 km na północny wschód od centrum miasta Leeds i 277 km na północ od Londynu. Miejscowość liczy 1153 mieszkańców.